# Isonychus marmoratus
Isonychus marmoratus är en skalbaggsart som beskrevs av Blanchard 1850. Isonychus marmoratus ingår i släktet Isonychus och familjen Melolonthidae. Inga underarter finns listade i Catalogue of Life.